# Crucey-Villages
Crucey-Villages – miejscowość i gmina we Francji, w Regionie Centralnym, w departamencie Eure-et-Loir.
Według danych na rok 1990 gminę zamieszkiwało 440 osób, a gęstość zaludnienia wynosiła 10 osób/km² (wśród 1842 gmin Regionu Centralnego Crucey-Villages plasuje się na 727. miejscu pod względem liczby ludności, natomiast pod względem powierzchni na miejscu 131.).